# Чарноцин (Підляське воєводство)
Чарноцин (пол. Czarnocin) — село в Польщі, у гміні Пйонтниця Ломжинського повіту Підляського воєводства.
Населення — 546 осіб (2011).
У 1975-1998 роках село належало до Ломжинського воєводства.

## Демографія
Демографічна структура станом на 31 березня 2011 року:
|          | Загалом | Допрацездатний вік | Працездатний вік | Постпрацездатний вік |
| -------- | ------- | ------------------ | ---------------- | -------------------- |
| Чоловіки | 279     | 70                 | 183              | 26                   |
| Жінки    | 267     | 61                 | 156              | 50                   |
| Разом    | 546     | 131                | 339              | 76                   |